# Uniwersytet Teksański w San Antonio
Uniwersytet Teksański w San Antonio (ang. University of Texas at San Antonio – UTSA) – amerykańska uczelnia publiczna z siedzibą w San Antonio w stanie Teksas. Została założona w 1969 roku.